# 普里亚扎
普里亚扎（羅馬化：Pryazha）是俄罗斯卡累利阿共和国的市级镇、普里亚扎区（民族区）行政中心，位于共和国南部普里亚任斯科耶湖西岸，在共和国首府彼得罗扎沃茨克西偏南方。
该地2021年人口有3,438人；2010年人口3,675；2002年人口4,269；1989年人口4,421。